# Матвіїв Ярослав Степанович
Ярослав Степанович Матвіїв (нар. 15 грудня 1992, Київ, Україна) — український футболіст, нападник. Син футболіста Степана Матвіїва.

## Життєпис

### Клубна кар'єра
Вихованець футбольної школи «Атлет» (Київ), де і виступав у чемпіонаті ДЮФЛ. Також виступав за аматорські команди «Діназ» (Вишгород) та «Десна» (Погреби).
У сезоні — 2012/2013 був у заявці чернігівської «Десни». Влітку 2015 року перебрався до «Буковини» з міста Чернівців, де виступав під номером 13. У міжсезонні за обопільною згодою сторін припинив співпрацю з чернівецькою командою. У сезоні 2017/18 заявлений ФК «Львовом», за який провів лише один кубковий матч. У тому самому сезоні став гравцем аматорського клубу «Калуш», який брав участь у чемпіонаті України серед аматорів, а із сезону 2018/19 отримав професійний статус.
У зимове міжсезоння 2018/19 сезону залишив команду та отримав статус вільного агента. За це час Ярослав у складі «Калуша» провів 20 ігор (8 голів) в аматорській першості та 16 матчів (1 гол) на професійному рівні (12 ігор (1 гол) чемпіонат і 4 кубкових матчі).